# Cerkev sv. Martina, Dokkum
Velika ali cerkev Svetega Martina je Nizozemska reformirana cerkev v Dokkumu. Ima dvojno gotsko ladjo s peterostrano zaprtim korom. Pod lesenim podom številni nagrobniki. Orgelska vitrina in galerija 1668, prižnica 1751 in dve govornici.

## Zgodovina
Prva cerkev, ki je bila zgrajena na tem mestu, je bila cerkev iz 10. stoletja. Kasneje so našli ostanke cerkve iz 11. stoletja, tretja pa je bila zgrajena v 13. stoletju. Sedanja cerkev je bila zgrajena okoli leta 1590. Leta 1580 je Filip Hohenlohe-Langenburški osvojil mesto Dokkum za Viljema Oranskega. To je za Dokkum pomenilo konec španske okupacije, a tudi, da se lahko uvede reformirana verska služba.

### Dve cerkvi
Takrat sta bili dve cerkvi. Samostanska cerkev je bila v lasti samostana, ki je stal na Trgu. Prišel je v roke province. Tam je bila tudi cerkvica. Obe cerkvi sta bili v slabem stanju in dotrajani. Dokkum je provinco prosil za denar za obnovo. Po dolgih pogajanjih je bilo sklenjeno, da se opatijska cerkev poruši in da se majhna cerkev takoj obnovi. Kamni, ki so bili uporabljeni pri tej obnovi, so večinoma prihajali iz opatijske cerkve. Ime Mala cerkev se je spremenilo v De Grutte ali cerkev svetega Martina. Prenova je bila med leti 1588-1593.

### Nagrobni spomeniki
Nekaj grobov v cerkvi je bilo verjetno postavljenih med prenovo. To je znano po izračunu grobov, ki izvirajo iz leta 1591. V cerkvi je še veliko nagrobnikov. Videti je na primer grobove Luitiena Cornelisa, ki je umrl leta 1636. Po umoru Viljema Oranskega je republika zaprosila Anglijo za pomoč. Leta 1584 je poslala Roberta Dudleya, prvega grofa Leicestrskega s 5000 vojaki. Njegov prihod ni bil uspešen. Obtožili so ga goljufije in leta 1587 je bil prisiljen zapustiti Nizozemsko. V cerkvi so grobovi angleških in škotskih vojakov, ki so prišli na Nizozemsko z grofom Leicesterskim.

### Obnova in prezidava
Med francosko okupacijo je prišlo do ločitve cerkve od države. To je leta 1799 imelo posledice za cerkev. Župnišče in cerkvena stavba, ki sta bila državna last, sta postala last cerkve. Cerkvena občina je težko skrbela za te objekte, ker je bilo veliko vzdrževanja. V letih 1856-1857 je bila izvedena velika obnova. Med leti 1964-1968 je bila zadnja večja prenova. Takrat je nastala današnja podoba. Med prenovo so v cerkvi opravili tudi arheološke raziskave. Najdena so bila čudovita mozaična tla. Takrat so našli tudi temelje stare opatijske cerkve in opatijskega stolpa.

## Notranjost
Prižnico je leta 1590 izdelal Jan Claessoan Kistemaker. Leta 1750 so se odločili za gradnjo nove prižnice. To prižnico je zasnoval arhitekt Sjouke Nooteboom. V uporabo je bila predana 30. maja 1751. Orgle  iz leta 1688 je zgradil izdelovalec orgel Helman iz Groningena. Orgelska omara je še vedno original tistega časa. Leta 1979 je bilo staro glasbilo zamenjano z novim, ki ga je izdelal izdelovalec orgel Flentrop iz Zaandama. Helmanov slog je ohranjen, kolikor je le mogoče.

## Zanimivost
Na vrtu na južni strani cerkve raste stoletna črna murva (Morus nigra). Drevo je bilo posajeno leta 1750. Podprta je z železnimi palicami.